# Edgar Bright Wilson
Edgar Bright Wilson Jr., född 18 december 1908, död 12 juli 1992, var en amerikansk fysikalisk kemist.
Wilson var en framstående kemist och lärare, mottagare av National Medal of Science 1975, Guggenheim Fellowships 1949 och 1970, Elliott Cresson Medal 1982 och han erhöll ett antal hedersdoktorat. 1963 var han nominerad till nobelpriset i kemi, som det året dock tilldelades Karl Ziegler och Giulio Natta. Han innehade Theodore William Richards-professuren i kemi, sedermera emeritus, vid Harvard University. En av hans söner, Kenneth G. Wilson, tilldelades Nobelpriset i fysik 1982.
Wilson var en av Nobelpristagaren Linus Paulings främsta studenter och var tillsammans med Pauling medförfattare till Introduction to Quantum Mechanics with Applications to Chemistry, en lärobok på forskarnivå i kvantmekanik. Wilson var också doktorandhandledare för nobelpristagaren Dudley R. Herschbach. Wilson invaldes till första klassen i Harvard Society of Fellows.
Wilson gjorde stora bidrag till området molekylspektroskopi omfattande studium av molekylära fenomen med spektroskopiska metoder. Han utvecklade den första rigorösa kvantmekaniska Hamiltonoperatorn i interna koordinater för en polyatomisk molekyl. Han utvecklade teorin om hur molekylrotationsspektra påverkas av centrifugaldistorsion till följd av rotation. Han banade väg för användningen av gruppteori för analys och förenkling av normalmodsanalys, särskilt för högsymmetriska molekyler, såsom bensen. 1955 publicerade Wilson boken Molecular Vibrations tillsammans med J.C. Decius och Paul C. Cross. Efter andra världskriget var Wilson en av pionjärerna i tillämpningen av mikrovågsspektroskopi för att bestämma molekylstrukturer. Wilson skrev ett inflytelserikt verk med titeln Introduction to Scientific Research, som gav en introduktion till alla steg i vetenskaplig forskning, från att definiera ett problem till arkivering av data efter publicering.
Från och med 1997 har American Chemical Society årligen utdelat belöningen "E. Bright Wilson Award in Spectroscopy", uppkallad för att hedra Wilson.

## Vetenskaplig karriär
Wilson började sin universitetsutbildning vid Princeton University 1926, där han avlade både sin kandidatexamen (”Bachelor”) och sin magisterexamen (”Master”) 1930 respektive 1931.  Han flyttade därefter till California Institute of Technology där han arbetade med Linus Pauling rörande kristallstrukturbestämningar och där han avlade sin doktorsexamen Under denna tid skrev han också en lärobok med Pauling, kallad Introduction to Quantum Mechanics, som publicerades 1935. Denna lärobok fanns fortfarande år 2000 i nytryck, bortåt 70 år efter verkets första publicering.
1934 invaldes Wilson i Society of Fellows vid Harvard för sitt arbete vid California Institute of Technology. Hans inval innebar att han erhöll en 3-årig juniorstipendietjänst vid Harvard University varunder han studerade molekylär rörelse och symmetrianalys. År 1936 utsåg Harvards kemiavdelning Wilson till biträdande professor under det tredje året av hans förordnande. Han undervisade i kurser i kemi och kvantmekanik och befordrades till biträdande professor med tre års anställning. Från 1934 till 1941 konstruerade Wilson, tillsammans med Harold Gershinowitz, en infrarödspektrometer, som utnyttjades för att mäta vibrationsabsorptionsspektra av olika molekyler.
Efter början av andra världskriget påbörjade Wilson forskning om sprängämnen vid National Defense Research Committee (NDRC), där han studerade stötvågor i vatten. 1942 öppnades vid Woods Hole Oceanographic Institution ett forskningslaboratorium för undervattensexplosioner (UERL), som Wilson ledde. USA:s flotta, som plågades av de nazistiska ubåtarnas attacker på den allierade sjöfarten, hade ett starkt intresse för UERL och dess forskning med djupladdningar och andra antiubåtsvapen. För att underlätta denna forskning anskaffade laboratoriet ett gammalt fiskefartyg, Reliance, som var utrustat för att registrera elektroniska signaler från trycksensorer djupt under vattnet.
Efter krigets slut återvände Wilson till Harvard. 1947 uppfann och byggde Wilson och Richard Hughes en Stark-effekts-mikrovågsspektrometer, som kunde utnyttja olika mikrovågsfrekvenser och som blev ett viktigt verktyg inom mikrovågsspektroskopin. Från 1949 till 1950 tog Wilson ett utlandsår i Oxford under vilket han huvudsakligen arbetade med sin bok Introduction to Scientific Research som publicerades 1952.
1952-1953, under Koreakriget, blev Wilson forskningschef och biträdande direktör för vapenutvärderingsgruppen (WSEG), där han stannade i 18 månader. Han började senare under mitten av 1960-talet åtaga sig uppdrag i Washington under Vietnamkriget.
1955 publicerade Wilson boken Molecular Vibrations tillsammans med medförfattarna J.C Decius och P.C. Cross, som diskuterade infraröds- och raman-spektra av polyatomära molekyler. 1955 studerade han den inre rotationen av enkelbindningar i molekyler med hjälp av mikrovågsspektroskopi. 1965 studerade han energiöverföringen vid rotationsmolekylära oelastiska kollisioner. 1970 började han studera vätebindningar och struktur av vätebindningar med hjälp av mikrovågsspektroskopi med låg upplösning.
1979 gick Wilson i pension och utnämndes till emeritusprofessor. 
Utmärkelsen ”E. Bright Wilson Award in Spectroscopy” instiftades 1994 av American Chemical Society.

## Privatliv
Wilson föddes i Gallatin, Tennessee som son till Alma Lackey och E.B. Wilson, en advokat. Hans familj flyttade snart till Yonkers, New York.
Wilson var gift med Emily Buckingham från 1935 fram till hennes bortgång 1954. Han gifte 1955 om sig med Therese Bremer, en framstående fotokemist. Wilson hade totalt 4 söner och 2 döttrar, varav en är Kenneth Wilson, nobelpristagare i fysik 1982.
Under sina sista år led Wilson av Parkinsons sjukdom. Han dog den 12 juli 1992 i Cambridge, Massachusetts av lunginflammation.